# Tourrettieae
Tribu
Synonymes
- Tourrettioideae Endl., Gen. Pl. 710. 1839.
- Eccremocarpoideae Endl., Gen. Pl. 709. 1839
- Eccremocarpeae Hogg, Veg. Kingd. 526. 1858.
- Eccremocarpinae DC., Prodr. 9: 238. 1845.

Les Tourrettieae sont une tribu de plantes à fleurs de la famille des Bignoniacées. Elle est nommée en l'honneur du botaniste français Marc Antoine Louis Claret de La Tourrette.
La tribu comprend les deux genres Eccremocarpus (en) et Tourrettia. Le genre type est Tourrettia.

## Publication originale
- Schumann K.M., 1894. Die Natürlichen Pflanzenfamilien 4(3b): 250.